# Теорія фінансів
Теорія фінансів — це розділ економічної науки, який займається вивченням суті і динаміки фінансових відносин та їх особливостей у сфері державних фінансів і фінансів суб'єктів господарювання; розробки і вирішення питань теорії та практики побудови фінансової політики держави тощо.
Теорія фінансів складає окрему частину теорії грошей, і її задача полягає в тому, щоб пояснити їх функцію (стабілізацію, розподіл і перерозподіл) у механизмі всіх економічних процесів і пояснити структуру і функціонування всіх фінансових категорій (наприклад, кредит, бюджет, податок, бюджетний дефіцит)

## Історія
Поняття «фінанси» з'явилося у XIII столітті. Воно виникло від латинського терміна лат. financia, що має значення обов'язкової сплати грошей. Ця сплата пов'язувалася з передачею частини доходу громадянина в розпорядження монарха, короля або іншого правителя на його утримання та на інші витрати державного змісту.
Так тривало майже до початку XVIII століття. Під фінансами розуміли державне публічне господарство або господарство будь-якого державного утворення нижчого рівня, як-от: земство, міська община тощо.
У XVIII столітті тлумачення означення фінансів як господарства держави мало прогрес. Державні утворення різноманітних рівнів почали називати союзами публічного змісту, а фінанси — методами та формами отримання коштів і їх витрачання державними утвореннями при виконанні необхідних їм функцій.
У XIX столітті можна спостерігати активний розвиток економіки. Поглиблюється і розуміння суті фінансів. Від спрощеного їх поняття як державного господарства відходять на користь розуміння фінансів як самостійної галузі науки, що об'єднує нові сфери їх впливу. Зокрема, фінанси сфери виробництва, робіт і послуг. Виникають фінансові ринки, розвивається державний кредит та інші фінансові інститути. Фінанси трансформуються в важливий фактор політичного та економічного життя держави.
Найбільш високого розвитку фінанси набули у XX столітті, коли функції держави стали ширшими і досконалішими, а товарно-грошові відносини стали головними в економічних системах. Фінанси стали універсальним і активним елементом економіки, стали більш розвинутими методи і форми мобілізації коштів та їх розподіл у державі для задоволення потреб населення, покращення виробничих та соціальних процесів.
Розгляд фінансів як системи економічних, грошових або виробничих відносин і на даний момент є переважаючим в економічній теорії, що існує й має розвиток в країнах пострадянського простору. За цими теоретичними положеннями спочатку створюються економічні, виробничі, грошові відносини, формується структура цих відносин, потім на неї накладається категорія фінансів або інша економічна категорія, з яких і виводиться їх економічна суть.

## Фінанси в державній економічній системі
Економічна система кожної держави містить ряд підсистем: власності, управління, соціальних гарантій, цін, грошей, кредиту, фінансів та інших частин господарства. Фінансам в системі економіки держави відведена головна роль. Це спричинено тим, що при їх функціонуванні визначаються кількісні й якісні параметри будь-якого економічного явища чи процесу. Обов'язковим атрибутом ролі фінансів в економічному житті держави, підприємства чи громадянина є гроші. Без застосування грошей у виробничих процесах, виконання державою своїх функцій, задоволення життєвих потреб населення немає фінансів.
Фінанси мають гарантувати ефективне формування та використання фондів фінансових ресурсів як на макро-, так і на мікрорівнях для правильного впровадження господарської діяльності, виконання державою своїх функцій і задоволення потреб громадян.
Труднощі в розумінні значення фінансів криються у тому, що економічне життя держави завжди вимагає утворення грошових фондів, тобто фондів фінансових ресурсів для задоволення потреб населення і підприємств. Ці фонди і є фінансами. Розмір цих фондів описує кількісно і якісно масштаби діяльності та фінансові можливості підприємця, держави, громадянина, їхнє фінансове становище.
Фінанси за своїм економічним змістом категорія багатогранна, яка не має одномірного відображення в практиці. Це — цілісна система. Система багатогранна і дуже складна, до кінця ще не пізнана цивілізованим суспільством. Аргументом тому можуть слугувати періодичні фінансові кризи, які потрясають світ і які за своєю суттю є не чим іншим, як гігантським перерозподілом національного багатства між країнами та континентами. Звісно, досить важко заперечувати функціонування фінансів на усіх стадіях й етапах економічної діяльності держави, підприємця або громадянина, тому якраз і застосовується досить невизначена дефініція — економічних, специфічних чи навіть виробничих відносин, яка дає змогу дещо затьмарити саму суть фінансів.
Проте в більшості зарубіжних наукових джерел основна увага приділяється фінансам лише в практичному розумінні. Йдеться здебільшого про те, як краще їх використати для розвитку економіки та зростання суспільного добробуту. Фінанси в економічній системі будь-якого типу мають місце тоді, коли здійснюється процес створення та використання фондів грошових засобів, тобто фінансових ресурсів. Умовою наявності фінансів є гроші, які опосередковують процес товарного обміну. Об'єктом, де проявляється суть і роль фінансів, є створення та використання валового внутрішнього продукту. Суб'єктами цих процесів є, з одного боку держава, а з другого — населення та підприємницькі структури.

## Теорія призначення та ролі фінансів
Призначення фінансів — забезпечити умови для реалізації процесу створення, розподілу й використання валового внутрішнього продукту в державі. Це може бути виконано через створення й використання різних фондів фінансових ресурсів на кожному з етапів діяльності держави, підприємців і громадян. Найбільш важлива роль належить фінансам на рівні господарських структур. Тут утворення й використання фондів фінансових ресурсів направлені на поліпшення господарської діяльності, тобто отримання високої норми прибутку на капітал, який було вкладено. Досягнення такої мети можливе при використанні фондів фінансових ресурсів на створення і реалізацію новітніх технологій, кращому використанні основних фондів через впровадження методів прискореної амортизації, забезпечення більших резервів для забезпечення зростання ефективності виробництва, покращення якості продукції та її конкурентоспроможності.
Пошук кращого варіанту розпорядження фондами фінансових ресурсів на різних рівнях для збільшення ефективності виробництва через фінансове забезпечення потреб розвитку економіки, забезпечення стабільного фінансового становища в державі — завдання фінансової політики владних органів. Роль фінансів найактивніше виявляється при розв'язанні соціальних питань. Тут утворюються фонди фінансових ресурсів для впровадження соціальних заходів як на рівні громадян для покриття витрат на соціальні цілі, так і на рівні господарських структур для задоволення соціальних, позабюджетних і благодійних потреб.
Проте головна роль у задоволенні соціальних потреб відводиться фондам, які формуються державою. За сучасних умов у більшості країн світу все більше виділяється коштів на вирішення соціальних питань, які отримали назву суспільних благ і послуг. Ці блага й послуги є неречовими, нетоварними, але вони значно впливають на рівень добробуту та якість життя.
Суспільні блага й послуги містять у собі асигнування на національну безпеку й правопорядок, оборону, охорона довкілля, освіту, охорону здоров'я, науку, спорт тощо. У західній фінансовій науці детально класифіковані подібні блага. Ринок не має можливості задовольнити ці потреби. Зокрема, ринкові механізми виявилися нездатними вчасно й ефективно реагувати на потреби суспільства, що вплинуло на загальну ефективність економічної системи.
У перехідний період реформування економіки фінанси є важливою з'єднувальною ланкою між макроекономічними показниками й конкретними напрямками використання фондів фінансових ресурсів на розвиток економіки та підвищення суспільного добробуту. Проте форми й методи створення та використання фондів фінансових ресурсів потребують постійного удосконалення за такими напрямами:
- покращення методів вироблення й застосування фондів фінансових ресурсів на основі нормативів бюджетної забезпеченості;
- перехід до середньострокового та перспективного фінансового планування фондів фінансових ресурсів на різноманітних рівнях економічного управління;
- створення ефективної системи вкладання коштів бюджету в соціальні потреби суспільства з посиленням регулювальної ролі бюджету у впровадженні добробуту народу;
- вироблення фондів фінансових ресурсів для покращення розвитку малого бізнесу через розробку й виконання цільових програм;
- збільшення фінансового контролю за роботою державних підприємств і організацій, посилення відповідальності керівників державних підприємств за раціональне застосування державного майна, дотримання фінансової дисципліни;
- покращення фінансового становища в державі та поліпшення грошового обігу завдяки виключенню взаємозаліків за платежами до бюджету та знищенню бартеризації господарських зв'язків;
- модернізація податкової системи, створення прийнятного рівня податкових надходжень для створення фондів фінансових ресурсів на державному й регіональних рівнях, створення оптимальних умов для підприємницької діяльності.

## Зв'язок фінансів з іншими складовими економічної системи
Важливими підсистемами в кожній економічній системі є фінансова підсистема, грошова, кредитна, підсистема цін, заробітної плати тощо. Названі вище підсистеми пов'язані з фінансовою ознакою діяльності суспільства, її вартісною оцінкою, яка здійснюється за допомогою певних показників. Зв'язок між підсистемами є двостороннім, вони активно впливають одна на одну.
Фінанси виконують свою роль за допомогою форм і методів створення й використання фінансових ресурсів поряд з іншими економічними категоріями і передусім — з ціною. Ціна — це грошовий вираз вартості будь-якого товару, тобто ціни, як і фінанси, здійснюють розподіл валового внутрішнього продукту. Ціни визначаються на основі попиту й пропозиції, але це при реалізації товару. При формуванні ціни виробником враховуються всі витрати виробництва й збуту, а також певна сума накопичень у формі прибутку.
Фінанси та заробітна плата перебувають у постійній взаємодії. Так, держава регулює заробітну плату за допомогою податків, створюючи загальнодержавні фонди фінансових ресурсів. Водночас держава за рахунок централізованих фондів фінансових ресурсів стимулює розвиток окремих видів діяльності, надаючи субсидії, субвенції та інші форми фінансових дотацій.
Фінанси тісно пов'язані з кредитом, по суті, мають однакову економічну природу. Вони виражають рух вартості валового внутрішнього продукту. Проте кожна з них має свою специфіку участі в економічних процесах. При функціонуванні як фінансів, так і кредиту створюються й використовуються фонди фінансових ресурсів. Фінанси готують передумови для функціонування кредиту.
Будучи тісно пов'язаними між собою, фінанси й гроші не можуть існувати одне без одного. Тому часто вживається таке визначення, як фінансово-грошові відносини, що має певний сенс, адже не можна досягти поліпшення фінансового становища, не налагодивши нормального грошового обігу в державі. У свою чергу, якщо держава не здійснює свої витрати відповідно до наявних доходів, то це розладить грошовий обіг. Треба зауважити, що як на грошовий обіг, так і на фінанси впливають також інші стабілізаційні і дестабілізаційні фактори. Так, на розлад фінансів може вплинути кредитна політика, особливо надання інфляційних кредитів, відсутність резервних фондів іноземної валюти. Зростання цін на продукцію, що імпортуються, негативне сальдо зовнішньої торгівлі, зростання собівартості продукції тощо.